# Trächtigkeitsrate
Die Trächtigkeitsrate (TR) ist ein Parameter zur Fruchtbarkeit von Tierbeständen in der Tierzucht. Sie gibt den prozentualen Anteil nachweisbar tragender Tiere an der Zahl auswertbar belegter (also besamter oder gedeckter) Tiere an. Der Begriff „nachweisbar“ bedeutet, dass nur die Tiere in die Berechnung einfließen, die in der Trächtigkeitsuntersuchung eindeutig als tragend oder nichttragend identifiziert wurden. Der Begriff „auswertbar“ bedeutet, dass im Nenner nur diejenigen Tiere berücksichtigt werden, die eindeutig besamt oder gedeckt wurden.
{\displaystyle TR={\frac {tragende\ Tiere\cdot 100}{belegte\ Tiere}}}
Die Trächtigkeitsrate kann nach Erstbesamungen und Gesamtbesamungen getrennt berechnet werden. Die Trächtigkeitsrate nach Erstbesamungen (TREB) sollte in einem Bestand über 55 %, für Kühe über 50 % und für Färsen über 70 % betragen.
Abzugrenzen vom Begriff Trächtigkeitsrate ist die im englischen Sprachraum übliche pregnancy rate (PR), was wörtlich übersetzt ebenfalls Trächtigkeitsrate bedeutet. Gemeint ist aber mit der Pregnancy rate, wie viel Prozent aller brünstigen Kühe im 21-Tage-Zyklus trächtig geworden sind. Dafür wird zuerst der Anteil aller erkannten Brunsten ermittelt und im zweiten Schritt dann der Erfolg der Besamungen. Erfasst wird damit sowohl den Bereich der Brunsterkennung als auch der Konzeptionserfolg und die ermittelte Zahl ist deshalb sehr aussagekräftig. Sie sollte über 20 Prozent liegen.
{\displaystyle PR={\frac {tragende\ Tiere\cdot 100}{aufgestallte\ Tiere}}}
Die Trächtigkeitsrate entspricht der Schwangerschaftsrate nach artifizieller Insemination in der Humanmedizin. Es besteht keine Analogie zur Schwangerschaftsrate von Frauen zum Beispiel bei sonstigen Kinderwunschbehandlungen, bei Teenagern, bei der Fertilitätsprotektion, bei der Kontrazeption oder nach einem Verschluss des Ductus ejaculatorius. In internationalen Vergleichen gibt die Schwangerschaftsrate (ähnlich der Geburtenrate) den Anteil der Schwangeren an der Anzahl der Frauen im gebärfähigen Alter an.